# 皮亚扎-阿尔梅里纳
皮亚扎-阿尔梅里纳（義大利語：Piazza Armerina），是意大利西西里大区恩纳省的一个市镇。总面积302平方公里，人口20928人，人口密度69.3人/平方公里（2009年）。ISTAT代码为086014。